# 鹿野郷

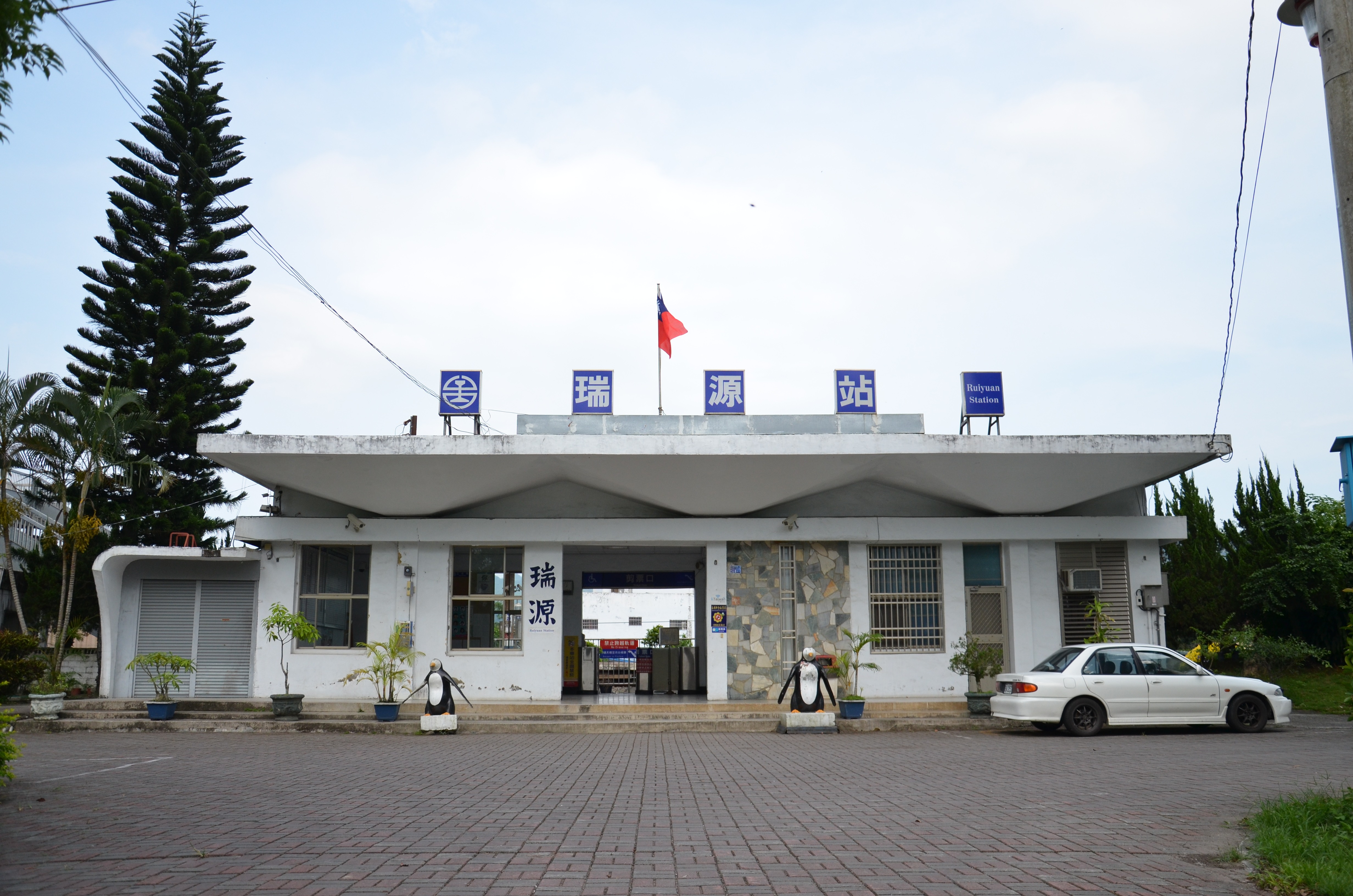
瑞源駅

鹿野郷（ルーイェー/ろくや/しかの-きょう）は台湾台東県の郷。

## 地理
鹿野郷は台東県中部に位置し、北は関山鎮と、東は東河郷と、西及び南は延平郷と接している。

## 歴史
もと「鹿寮」といったが、1911年に官営移民村の候補地として鹿寮の頭字を取って内地風に「鹿野村（しかの）」と改められた。

## 行政区
| 村                                                     |
| ------------------------------------------------------ |
| 鹿野村、龍田村、永安村、瑞隆村、瑞源村、瑞和村、瑞豊村 |

## 歴代郷長
| 代 | 氏名 | 任期 |
| -- | ---- | ---- |

## 教育

### 国民中学
- 台東県立鹿野国民中学
- 台東県立瑞源国民中学

## 交通
| 種別 | 路線名称         | その他               |
| ---- | ---------------- | -------------------- |
| 鉄道 | 台東線           | 瑞和駅 瑞源駅 鹿野駅 |
| 省道 | 台9線            | 花東公路             |
| 県道 | 県道197号 (台湾) |                      |

## 観光
- 鹿鳴吊橋
- 劇場河階景観
- 鹿野高台
- 武陵緑色隧道
- 鹿野神社（2015年復元）[3]